# 白舌短葶飞蓬
白舌短葶飞蓬（学名：Erigeron breviscapus var. alboradiatus）为菊科飞蓬属下的一个变种。

## 扩展阅读
- 維基物種上的相關：白舌短葶飞蓬